# 科姆洛什考
科姆洛什考，是匈牙利包尔绍德-奥包乌伊-曾普伦州所辖的一个村。总面积29.86平方公里，总人口250，人口密度8.4人/平方公里（2011年1月1日）。